# Hardy (Arkansas)
Hardy es una ciudad situada en los condados de Fulton y Sharp, Arkansas, Estados Unidos. Para el censo de 2000 la población era de 578 habitantes.

## Geografía
Hardy se localiza a 36°19′14″N 91°28′50″O / 36.32056, -91.48056. Según la Oficina del Censo de los Estados Unidos, la ciudad tiene un área de 6,7 km², de los cuales 6,1 km² corresponde a tierra y 0,6 km² a agua (8,85%).
El río Spring, que nace en Mammoth Spring, pasa por la ciudad. La Ruta 63 es la principal autopista de la ciudad. La autopista conecta la ciudad con la Interstate 55.

## Historia
Cuando los caminos eran de baja calidad y el transporte era más difícil, Hardy, junto con Evening Shade, fue una de las dos sedes del condado de Sharp hasta 1963, cuando Ash Flat fue designada como la nueva sede del condado.
El ferrocarril Burlington Northern Santa Fe ofrece sus servicios en la ciudad. Anteriormente, el ferrocarril que pasaba por Hardy era parte del St. Louis – San Francisco Railway (Ferrocarril de San Luis - San Francisco). Sin embargo, en 1980, el Burlington Northern Railroad compró el St. Louis – San Francisco Railway. 

## Demografía
Para el censo de 2000, había 578 personas, 298 hogares y 159 familias en la ciudad. La densidad de población era 86,3 hab/km². Había 489 viviendas para una densidad promedio de 80,0 por kilómetro cuadrado. De la población 95,33% eran blancos, 1,04% amerindios, 0,52% asiáticos y 3,11% de dos o más razas. 0,52% de la población eran hispanos o latinos de cualquier raza.
Se contaron 298 hogares, de los cuales 17,4% tenían niños menores de 18 años, 40,9% eran parejas casadas viviendo juntos, 9,7% tenían una mujer como cabeza del hogar sin marido presente y 46,6% eran hogares no familiares. 43,6% de los hogares eran un solo miembro y 23,8% tenían alguien mayor de 65 años viviendo solo. La cantidad de miembros promedio por hogar era de 1,94 y el tamaño promedio de familia era de 2,67.
En la ciudad la población está distribuida en 16,8% menores de 18 años, 6,9% entre 18 y 24, 20,4% entre 25 y 44, 27,9% entre 45 y 64 y 28,0% tenían 65 o más años. La edad media fue 49 años. Por cada 100 mujeres había 79,5 varones. Por cada 100 mujeres mayores de 18 años había 73,6 varones.
El ingreso medio para un hogar en la ciudad fue de $17.375 y el ingreso medio para una familia $25.500. Los hombres tuvieron un ingreso promedio de $20.208 contra $17.857 de las mujeres. El ingreso per cápita de la ciudad fue de $12.204. Cerca de 12,2% de las familias y 23,4% de la población estaban por debajo de la línea de pobreza, 23,6% de los cuales eran menores de 18 años y 28,6% mayores de 65.